# Hallo Spencer
Hallo Spencer (en español ¡Hola Spencer!) es una serie de televisión para niños alemana creada por Winfried Debertin y producida por Norddeutscher Rundfunk (NDR) desde 1979 hasta 2001.  Durante estos 22 años se grabaron 275 episodios, incluyendo una serie de «especiales» en los que los personajes narraban cuentos de hadas e historias tradicionales.
Es un programa de marionetas cuyos personajes son creados y operados de manera similar a los Muppets de Jim Henson. El programa sigue siendo popular y querido en su país de origen al grado que el parque de atracciones Heide Park cuenta con una sección basada en el programa.
La serie repite por los canales comerciales de Nickelodeon Alemania y en el canal de paga Premiere y las estaciones locales aún transmiten episodios.

## Personajes

### Spencer
El personaje principal, que en los primeros episodios vivía en un estudio de televisión aunque luego se mudó a un departamento en la «Hallerstraße». Es el alcalde del pueblo y cuenta con videófono con el que puede ver y hablar con los ciudadanos en cualquier momento. 
Marioneteros: Joachim Hall, Jürgen Meuter (manos).

### Elvis
Elvis es el asistente de Spencer y vive con su amiga Lulú en un vagón de tren llamado el Expreso de los Sueños.
Marioneteros: Wilhelm Helmrich, Matthias Hirth.

### Lulú
Lulú vive con Elvis en el Expreso de los Sueños. En los primeros episodios no tenía nariz.

Marionetera: Maria Ilic.

### Peggy
Peggy es la hermana de Lulú, pero solo aparece en los primeros cinco episodios.

### Nepomuceno (Grumpowski Nepomuk)o "Tiburcio" en versión Española
Nepomuceno ("Tiburcio" en versión Española, que yo recuerde) es una criatura terca e irritable que vive en un castillo. Su apodo es Nepi("Tibu") pero solo permite que su amigo Kasi le llame así.

Marionetera: Horst Lateika.

### Kasimir (Casimiro, en versión Española)
Kasimir (o Kasi "Casimiro") es una criatura roja de brazos inusualmente largos y que vive en un árbol con un elevador construido en su interior. Es el mejor amigo de Nepomuceno. Kasi es una persona muy útil y cumple con varios trabajos en la aldea

Marioneteros: Herbert Langemann, Martin Leßmann.

### Poldi
Poldi es un dragón que vive en un cráter volcánico. Cuando los otros personajes le hacen enojar, frecuentemente amenaza con comerlos (aunque nunca lo hace).

Marionetero: Friedrich Wollweber.

### Lexi
Lexi es el estudioso de la aldea. Vive en un hongo y trabaja en su enorme enciclopedia, conocida como Lexipedia.

Marioneteros: Lorenz Claussen, Matthias Hirth, Joachim Hall.

### Mona y Lisa
Dos gemelas que viven en un bote y que constantemente discuten. Se les diferencia por su peinado: Mona tiene dos trenzas mientras que Lisa solo tiene una.

Marioneteros: Petra Zieser, Sabine Steincke, Karime Vakilzadeh (Mona), Eva Behrmann (Lisa).

### Galáctica
Galáctica es un extraterrestre de la galaxia Andrómeda. Los aldeanos la invocan cantando aunque en ciertos episodios aparece sin necesidad de ser invocada.

Marionetera: Maria Ilic.

## Internacionalización
A principios de los 90s, después de muchos años de éxito en su país de origen, Saban Entertainment Inc. compró los derechos para transmisión internacional. El programa fue traducido y transmitido en muchos países, incluyendo Latinoamérica y España (esta última sin mucho éxito). La versión de Saban fue transmitida, entre otras televisoras, por el extinto canal de cable Fox Kids.
- Datos: Q884226